# Tubo radiante
Il tubo radiante è un tubo in acciaio inox utilizzato negli impianti a combustione, in particolar modo nei forni metallurgici che sfrutta l'effetto utile dello scambio termico tramite il meccanismo dell'irraggiamento.

## Struttura e funzionamento
Può assumere diverse forme, le più comuni sono ad "I", a "U", a "W" o "M", a "doppia P", e vengono collegati ad un bruciatore. I fumi della combustione attraversano il tubo portandolo a temperature tali da poter permettere lo scambio di calore con il materiale per solo irraggiamento. Data l'elevata temperatura dei fumi dopo lo scambio e data la semplicità del sistema tubo radiante + bruciatore, spesso è presente un recuperatore di calore (liscio o alettato) che permette di pre-riscaldare l'aria in ingresso al bruciatore. Ci si può rendere conto della presenza dei tubi radianti in un forno per il semplice fatto che spesso, dato lo spazio ridotto, il combustibile tende ad accumularsi con la conseguenza che all'accensione del bruciatore si ode un botto. Ciò non deve preoccupare ma per evitare questo fastidioso evento occorre programmare bene le accensioni in modo da non accumulare troppo gas. 

Data la sua caratteristica di resistenza ad alte temperature, il tubo radiante viene prodotto con tubi ottenuti mediante il processo di centrifugazione (nel caso di tubi realizzati da fusione) o da lamiere calandrate (nel caso di realizzo da fogli di lamiera) e poi saldati alle eventuali curve o flange.

## Utilizzi
I tubi radianti vengono largamente impiegati negli impianti metallurgici (forni) in cui il materiale da trattare non può venire a diretto contatto con i fumi della combustione, ma deve essere immerso in determinate miscele gassose, le cosiddette atmosfere controllate (aria, azoto, idrogeno, aria e azoto, azoto e idrogeno, ecc.). Esempi di forni in atmosfere controllate sono:
- forni ricottura rotoli (coils) e fogli (foils) d'alluminio;
- forni omogeneizzazione placche d'alluminio;
- forni per trattamento leghe di rame;
- forni per ricottura rotoli d'acciaio (forni a campana).